# Thomas Straubhaar

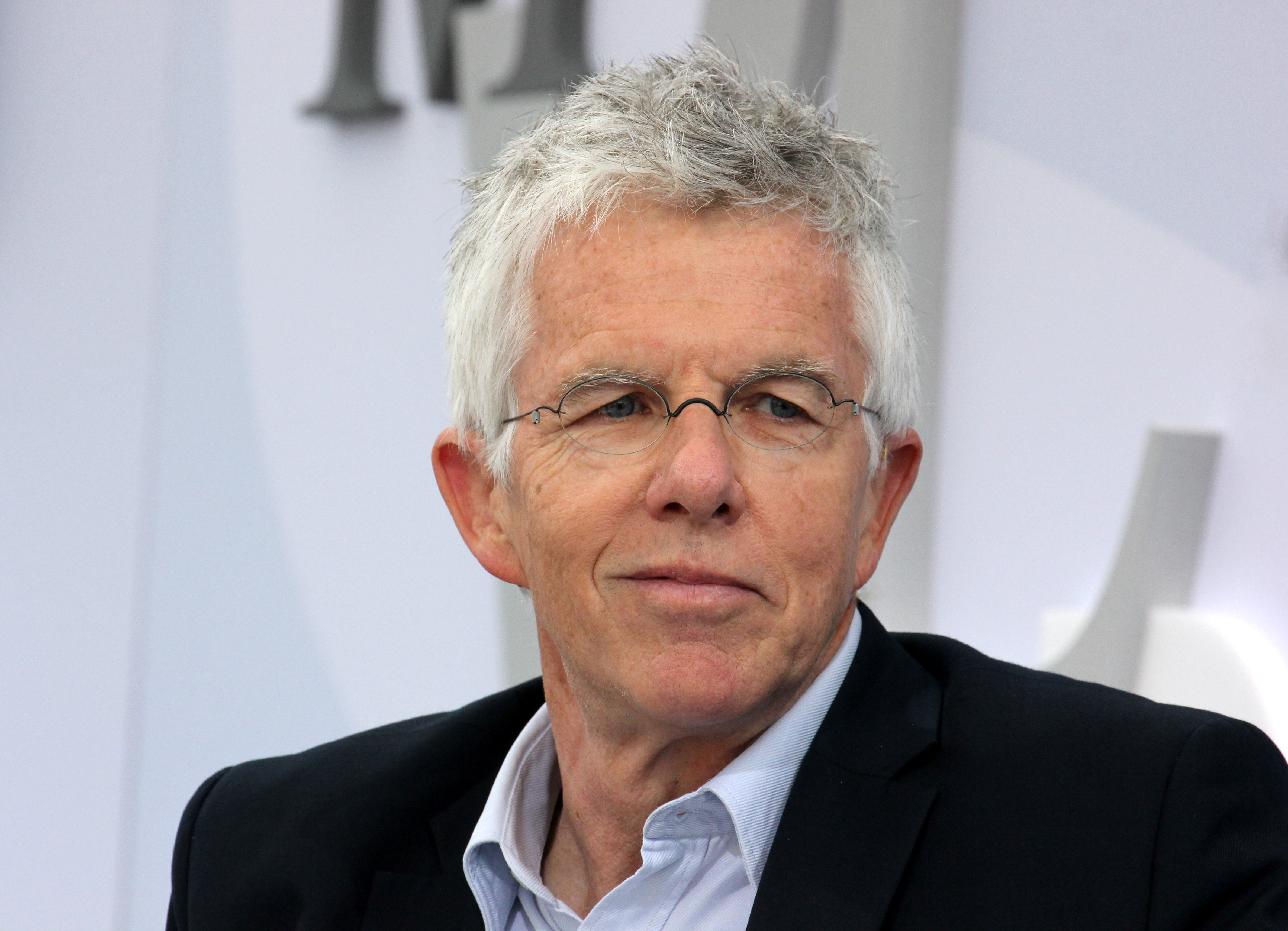
Thomas Straubhaar auf der Leipziger Buchmesse 2017

Thomas Straubhaar (* 2. August 1957 in Unterseen, Kanton Bern) ist ein Schweizer Ökonom und Migrationsforscher. Er war Professor für Internationale Wirtschaftsbeziehungen an der Universität Hamburg.

## Leben
Straubhaar schloss 1981 das Studium der Volkswirtschaftslehre mit den Nebenfächern Operations Research und Mathematik an der Universität Bern mit dem Lic. rer. pol. ab. Von 1981 bis 1989 war er Assistent am dortigen Volkswirtschaftlichen Institut. 1983 erfolgte die Promotion bei Egon Tuchtfeldt zum Dr. rer. pol. und 1986 die Habilitation mit der Arbeit On the Economics of International Labour Migration. Zwischenzeitlich forschte er an der University of California, Berkeley. 1989/90 war er Lehrbeauftragter im Aufbaustudium Internationale Wirtschaftsbeziehungen der Universität Konstanz und von 1989 bis 1992 Lehrbeauftragter für Wirtschaftspolitik an der Universität Basel. 1991/92 war er ausserdem als Stellvertreter am Lehrstuhl für Wirtschaftspolitik an der Universität Freiburg im Breisgau tätig.
1992 wurde Straubhaar als Professor für Volkswirtschaftslehre an die Universität der Bundeswehr Hamburg berufen. Seit 1999 ist er Professor für Internationale Wirtschaftsbeziehungen an der Universität Hamburg und war zugleich Präsident des 2006 geschlossenen Hamburgischen Weltwirtschaftsarchivs (HWWA). Im Jahr 2005 wurde Straubhaar Direktor des damals neu gegründeten Hamburgischen WeltWirtschaftsInstituts (HWWI). Straubhaar kündigte 2013 an, diese Position im September 2014 niederzulegen. Ausserdem hält er regelmässig Vorlesungen an der HSBA Hamburg School of Business Administration. Von 2008 bis 2011 gehörte er dem Sachverständigenrat deutscher Stiftungen für Integration und Migration an. Er ist Direktor des Instituts für Integrationsforschung im Europa-Kolleg Hamburg sowie non-resident Fellow der Transatlantic Academy Washington DC.
Straubhaar ist Botschafter der Initiative Neue Soziale Marktwirtschaft. Er gehört den Kuratorien der Friedrich-Naumann-Stiftung für die Freiheit (seit 1994 Vertrauensdozent und seit 2023 Vorsitzender des Programmausschusses) und der HASPA Finanzholding an, ist im Stiftungsrat der Körber-Stiftung und der Edmund Siemers-Stiftung. Seit 2013 ist er Policy Fellow des Instituts zur Zukunft der Arbeit. Straubhaar ist zudem Mitglied der Deutschen Akademie der Technikwissenschaften (Acatech). Er war Mitglied des Konzernbeirats der Deutschen Bahn.
Er ist Initiator des Vereins Pro Bürgergeld und initiierte 2005 gemeinsam mit Bernd Lucke und Michael Funke den Hamburger Appell. Seit 2014 ist er stellvertretender Vorsitzender der Stiftung – CLUB OF HAMBURG. Er schreibt als Kolumnist für WeltN24.
Straubhaar ist verheiratet und Vater von drei Kindern.

## Ökonomische Positionen

### Grundeinkommen
Im Mai 2016 publizierte Straubhaar in Die Welt und Die Zeit
seine Auffassung eines (zeitgemässen) Grundeinkommens – welches auf:
- modernem Sozialsystem
- integriertem Steuertransfermodell
- mit Wertschöpfungssteuer

beruht. Er schrieb dazu: Ein soziales Sicherungssystem, das einseitig auf Beiträgen aus Lohneinkommen basiert, ist ein Anachronismus aus der Zeit der Industrialisierung und der ungebrochenen lebenslangen Erwerbsbiografien, als das Arbeitseinkommen des Mannes die wichtigste Quelle eines Familieneinkommens darstellte. Die Individualisierung hat das traditionelle Rollenverständnis und die Solidargemeinschaft der Familie infrage gestellt. Die Arbeitswelt von heute verursacht Brüche und erfordert Auszeiten zur Neuorientierung. Beiden Veränderungen muss ein modernes Sozialsystem gerecht werden. Und eine Verlagerung der Finanzierung der sozialen Sicherung von Lohnbeiträgen auf eine Wertschöpfungssteuer erfüllt genau diese Forderung … Kein anderes Modell [als das des Grundeinkommens] trägt als integriertes Steuertransfermodell aus einem Guss sowohl den Folgen der Digitalisierung wie den Wirkungen der Individualisierung Rechnung … Je höher das Grundeinkommen, umso höher müssen die Steuersätze zur Finanzierung sein und umso geringer dürften die Arbeitsanreize bleiben. So einfach funktionieren die Regeln der Ökonomik – auch im Zeitalter der Digitalisierung und auch bei einem Grundeinkommen. Weitere Einzelheiten, oder ob jemand an solchem, umfassenden Modell arbeitet, führte er (darin) nicht auf.
Im Februar 2016 lehnte er die von der «Initiative Grundeinkommen» lancierte schweizerische Volksinitiative zum Grundeinkommen ab mit der Begründung, nur ein niedriges Grundeinkommen, das nur die Existenz absichert und dabei Doppelspurigkeiten der Bürokratie der Sozialwerke abbaut, könne funktionieren. Die Befürworter in der Schweiz schlugen jedoch ein hohes Grundeinkommen von CHF 2500 pro Monat vor, was hohe Steuern mit sich bringen würde. Das sei nach Straubhaar zu viel Risiko und bedeute einen Systemwechsel bei so viel offen bleibenden Kernpunkten auch bezüglich der Finanzierung. Ein bedingungsloses Grundeinkommen passe absolut zu einer liberalen Gesellschaft, es unterstützt die Schwächeren. Urliberal ist, wenn man Transfers nicht an Bedingungen knüpft, nicht ein bestimmtes Verhalten vorschreibt – deshalb hat auch der liberale Ökonom Milton Friedman die negative Einkommensteuer – und nichts anderes ist das bedingungslose Grundeinkommen – propagiert. Die Höhe des Grundeinkommens soll nur das Existenzminimum abdecken, in Deutschland zum Beispiel 7500 € pro Erwachsenen und Jahr. Das Existenzminimum ist durch die Sozialhilfe schon heute für jeden garantiert. Alles darüber hinaus bleibt der Eigenverantwortung überlassen. In Deutschland macht ein niedriges Grundeinkommen mit entsprechend niedrigem Steuersatz Arbeit wieder lohnend.
Zu der in Deutschland bundesweit gesetzlich verankerten Sicherung durch den Mindestlohn oder den Kündigungsschutz sagte er: Nein, diesen Schutz braucht es [dort nach Einführung eines Grundeinkommens] nicht mehr. Und darin sieht er einen Unterschied zwischen Deutschland und der Schweiz. Die Schweiz hat keinen Kündigungsschutz und keinen Mindestlohn, sondern einen vergleichsweise liberalen Arbeitsmarkt. Deshalb setze ich mich für das Grundeinkommen in der Schweiz auch nicht ein.

### Corona-Krise
Im Zuge der COVID-19-Pandemie schlug Straubhaar am 16. März 2020 in einem Artikel der Tageszeitung Die Welt vor, die Strategie zur Bekämpfung der Infektionsausbreitung einer ökonomischen Perspektive zu unterwerfen. Demnach sei es sinnvoll, sämtliche jungen, aktiven und gesunden Menschen auf einmal kontrolliert zu infizieren und zugleich alle älteren, kranken oder sonstigen risikobehafteten Personen in der gleichen Zeit zu isolieren. Dies hinterlasse den geringsten ökonomischen Schaden und helfe zugleich, die Ausbreitung des Erregers auf Populationsebene zu bremsen. Die Regierung des Vereinigten Königreichs hatte wenige Tage zuvor genau diese Massnahme in ihrem Staatsgebiet eingeleitet, aber ebenfalls am 16. März 2020 festgestellt, dass das Vorgehen zu einer enormen Sterblichkeit führt und Social Distancing durch jeden Einzelnen wirksamer sei. Kritik an Straubhaars Beitrag kam unter anderem von Rüdiger Bachmann, der ihm vorwarf, Erkenntnisse aus anderen Disziplinen wie Virologie und Epidemiologie nicht einbezogen zu haben.

## Auszeichnungen
Straubhaar erhielt mehrere Stipendien (u. a. des Schweizerischen Nationalfonds und der ZEIT) und wurde mit folgenden Preisen ausgezeichnet:
- 1987: Eduard-Adolf-Stein-Preis der Universität Bern
- 1987: Hermann-Lindrath-Preis der Internationalen Vereinigung für Gesellschaftspolitik
- 2004: Ludwig-Erhard-Preis für Wirtschaftspublizistik
- 2005: Auslandsschweizerpreis der FDP Schweiz International
- 2006: Publikumspreis des Wirtschaftsmagazins Made in Germany der Deutschen Welle

## Schriften (Auswahl)
- Arbeitskräftewanderung und Zahlungsbilanz. Eine empirische Untersuchung am Beispiel der Rücküberweisungen nach Griechenland, Portugal, Spanien und die Türkei (= Berner Beiträge zur Nationalökonomie. Band 45). Haupt, Bern u. a. 1983, ISBN 3-258-03286-6.
- mit Klaus M. Leisinger und Egon Tuchtfeldt: Studien zur Entwicklungsökonomie (= Sozioökonomische Forschungen. Band 20). Haupt, Bern u. a. 1986, ISBN 3-258-03665-9.
- On the economics of international labor migration (= Beiträge zur Wirtschaftspolitik. Band 49). Haupt, Bern u. a. 1988, ISBN 3-258-04001-X.
- mit Silvio Borner und Aymo Brunetti: Schweiz-AG. Vom Sonderfall zum Sanierungsfall? 3. Auflage. Verlag Neue Zürcher Zeitung, Zürich 1990, ISBN 3-85823-305-6.
- mit Manfred Winz: Reform des Bildungswesens. Kontroverse Aspekte aus ökonomischer Sicht (= Sozioökonomische Forschungen. Band 27). Haupt, Bern u. a. 1992, ISBN 3-258-04693-X.
- mit Peter A. Fischer: Ökonomische Integration und Migration in einem Gemeinsamen Markt. 40 Jahre Erfahrung im Nordischen Arbeitsmarkt (= Beiträge zur Wirtschaftspolitik. Band 59). Haupt, Bern u. a. 1994, ISBN 3-258-04989-0.
- mit Silvio Borner: Die Schweiz im Alleingang. Verlag Neue Zürcher Zeitung, Zürich 1994, ISBN 3-85823-490-7.
- Migration im 21. Jahrhundert (= Beiträge zur Ordnungstheorie und Ordnungspolitik. Band 167). Mohr Siebeck, Tübingen 2002, ISBN 3-16-147717-0.
- mit Rainer Winkelmann (Hrsg.): The European Reform Logjam and the Economics of Reform. Duncker & Humblot, Berlin 2004, ISBN 3-428-11659-3.
- mit Gunnar Geyer, Heinz Locher, Jochen Pimpertz und Henning Vöpel: Wachstum und Beschäftigung im Gesundheitswesen. Beschäftigungswirkungen eines modernen Krankenversicherungssystems (= Beiträge zum Gesundheitsmanagement. Band 14). Nomos, Baden-Baden 2006, ISBN 3-8329-1970-8.
- mit Michael Hüther: Die gefühlte Ungerechtigkeit. Warum wir Ungleichheit aushalten müssen, wenn wir Freiheit wollen. Econ, Berlin 2009, ISBN 978-3-430-30036-0.
- Der Untergang ist abgesagt: Wider die Mythen des demografischen Wandels. edition Körber-Stiftung, Hamburg 2016, ISBN 978-3-89684-174-2.
- Radikal gerecht. Wie das bedingungslose Grundeinkommen den Sozialstaat revolutioniert. Edition Körber, Hamburg 2017.
- mit Franz Wauschkuhn: Schifffahrtszyklen. Osburg Verlag, Dezember 2018. ISBN 978-3-95510-186-2.[11]
- Die Stunde der Optimisten. So funktioniert die Wirtschaft der Zukunft. Edition Körber, Hamburg 2019, ISBN 978-3-89684-271-8.
- Grundeinkommen jetzt! Nur so ist die Marktwirtschaft zu retten. NZZ Libro, Zürich 2021, ISBN 978-3-907291-52-8.